# 奇勒谷地拉姆绍
奇勒谷地拉姆绍是奥地利蒂罗尔州施瓦茨县的一个市镇。总面积8.96平方公里，总人口1531人，人口密度170.9人/平方公里（2005年）。